# Žofie Bohumila Langrová
Žofie Bohumila Langrová (1. prosince 1896 Slatina – 10. května 1979 Znojmo-Hradiště) byla česká katolická řeholnice, generální představená Kongregace Milosrdných sester sv. Karla Boromejského.

## Život

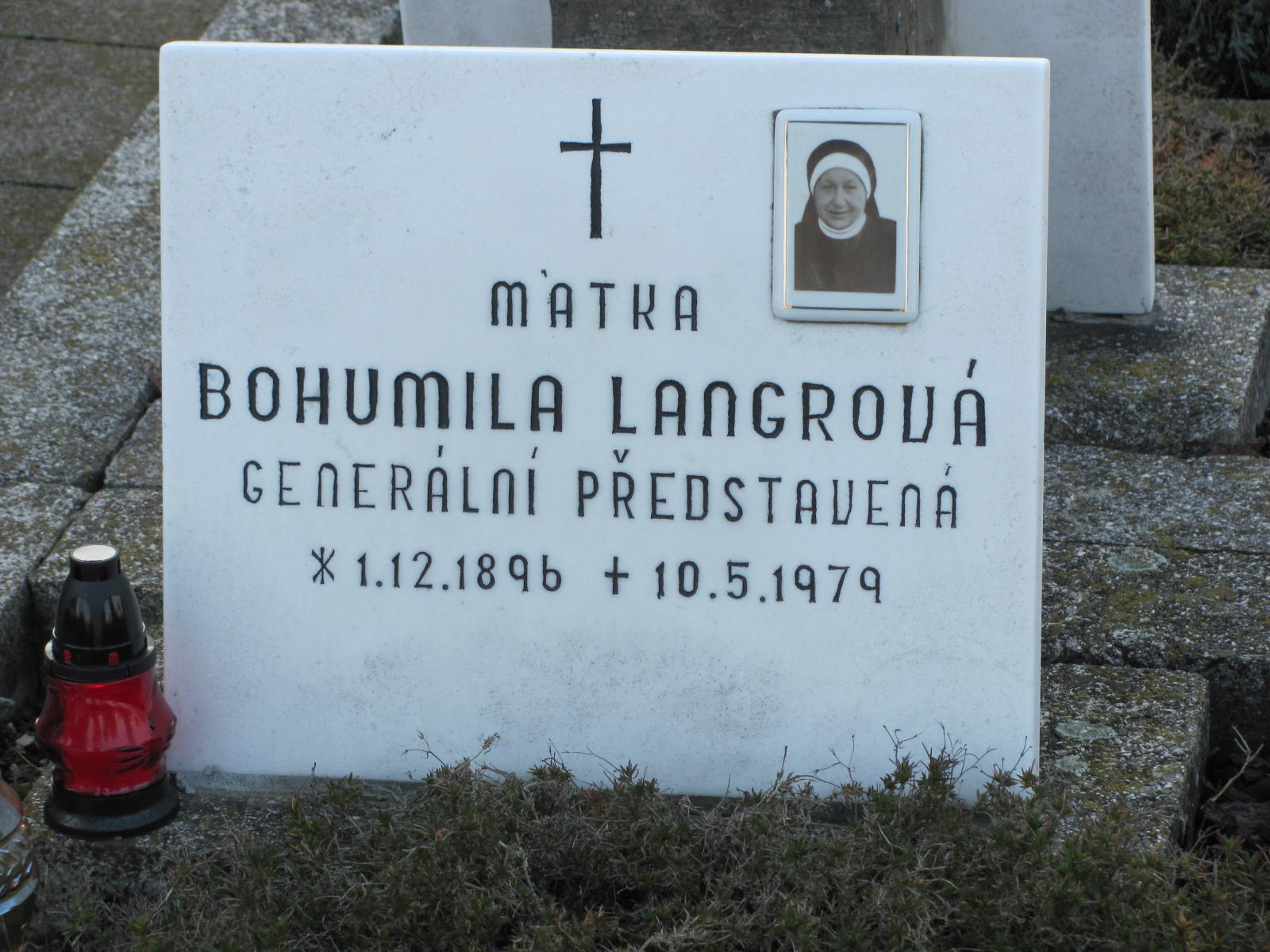
Hřbitov řádových sester, Hradiště u Znojma

Narodila se v rodině slatinského řezníka a nájemce hospody Františka Langera jako nejstarší ze sedmi sourozenců (jejím bratrem byl zahradnický odborník Ladislav Langer). Do školy chodila na různých místech, mimo jiné v Nové Říši, kde jedna z jejích tet pracovala v sirotčinci. Do kongregace, kde působily jak sestry její matky Žofie, tak i její sestřenice, vstoupila po maturitě na Státním učitelském ústavu v roce 1916 a přijala řádové jméno Marie Bohumila. Doživotní sliby složila v srpnu 1921.
V letech 1916 až 1919 působila ve škole v Lukově, od roku 1919 pak v Praze pod Petřínem ve škole Křížovka. V této škole se také v roce 1925 stala ředitelkou. V roce 1942 byly zrušeny církevní školy a Bohumila poté pracovala v kanceláři Zemské trestnice pro ženy v Řepích. Po válce bylo z národnostních důvodů zvoleno nové vedení kongregace - to původní tvořily především ženy německé národnosti, což bylo po válce nepřijatelné. Matka Bohumila se tak 27.5.1945 stala generální vikářkou boromejek, v roce 1946 pak byla papežským nunciem jmenována generální představenou řádu.
Jako generální představená kongregace nařídila poté, co dostala od komunistických orgánů dotazníky na počet sester a jejich postavení v řádu, že všechny novicky dostanou povolení složit řeholní sliby okamžitě, bez obvyklých čekacích lhůt, aby znemožnila komunistickým úřadům administrativně bránit novickám ve vstupu do kongregace. Určitou dobu skrývala ve svém klášteře pronásledovaného Otu Mádra. V roce 1952 byla zatčena a v rámci vykonstruovaného monstrprocesu Mádr a kol. odsouzena na 20 let do vězení. Propuštěna byla 11. května 1960 po amnestii prezidenta republiky.